# タピオカティー

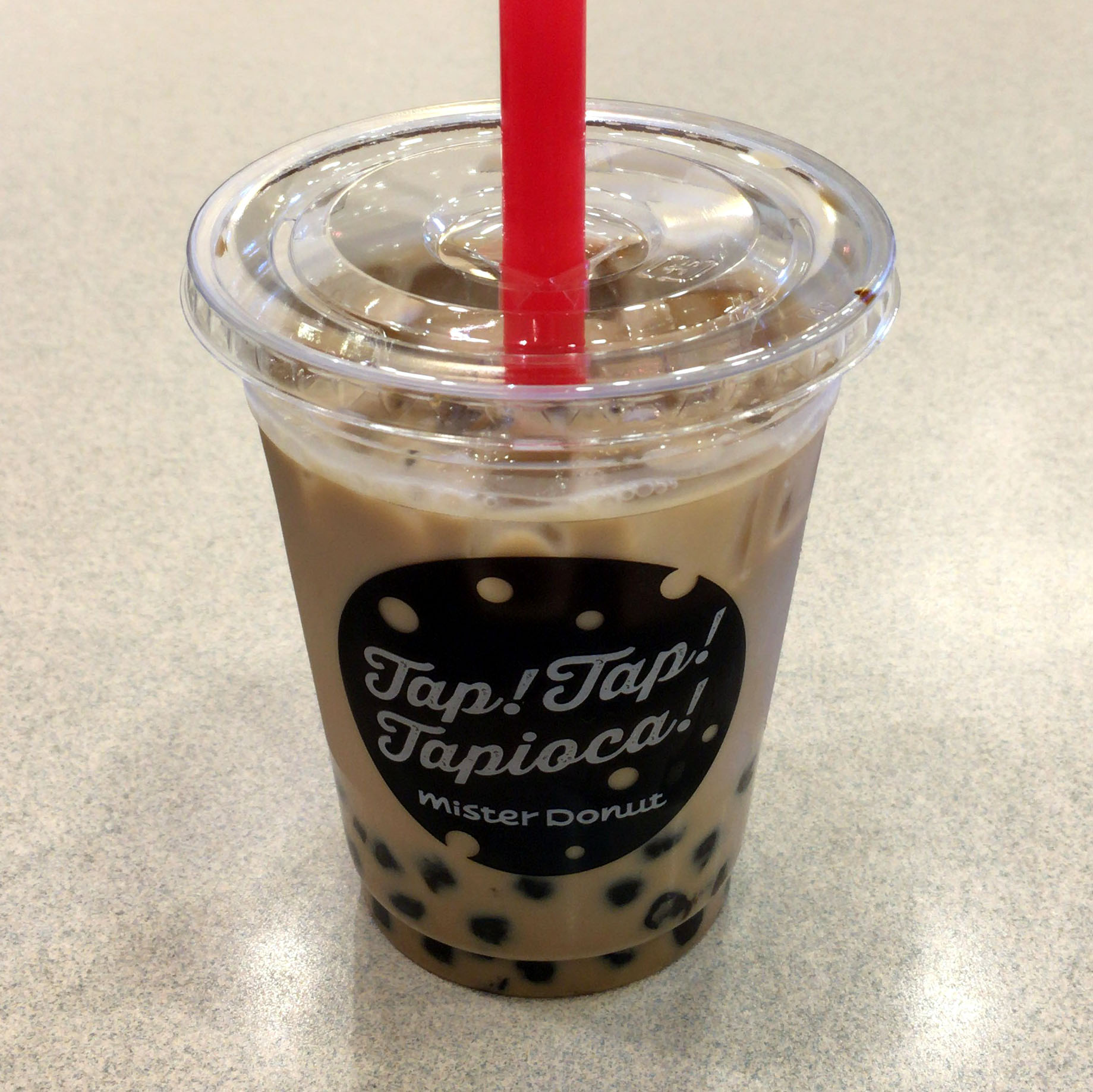
アメリカで売っているタピオカティーの外観

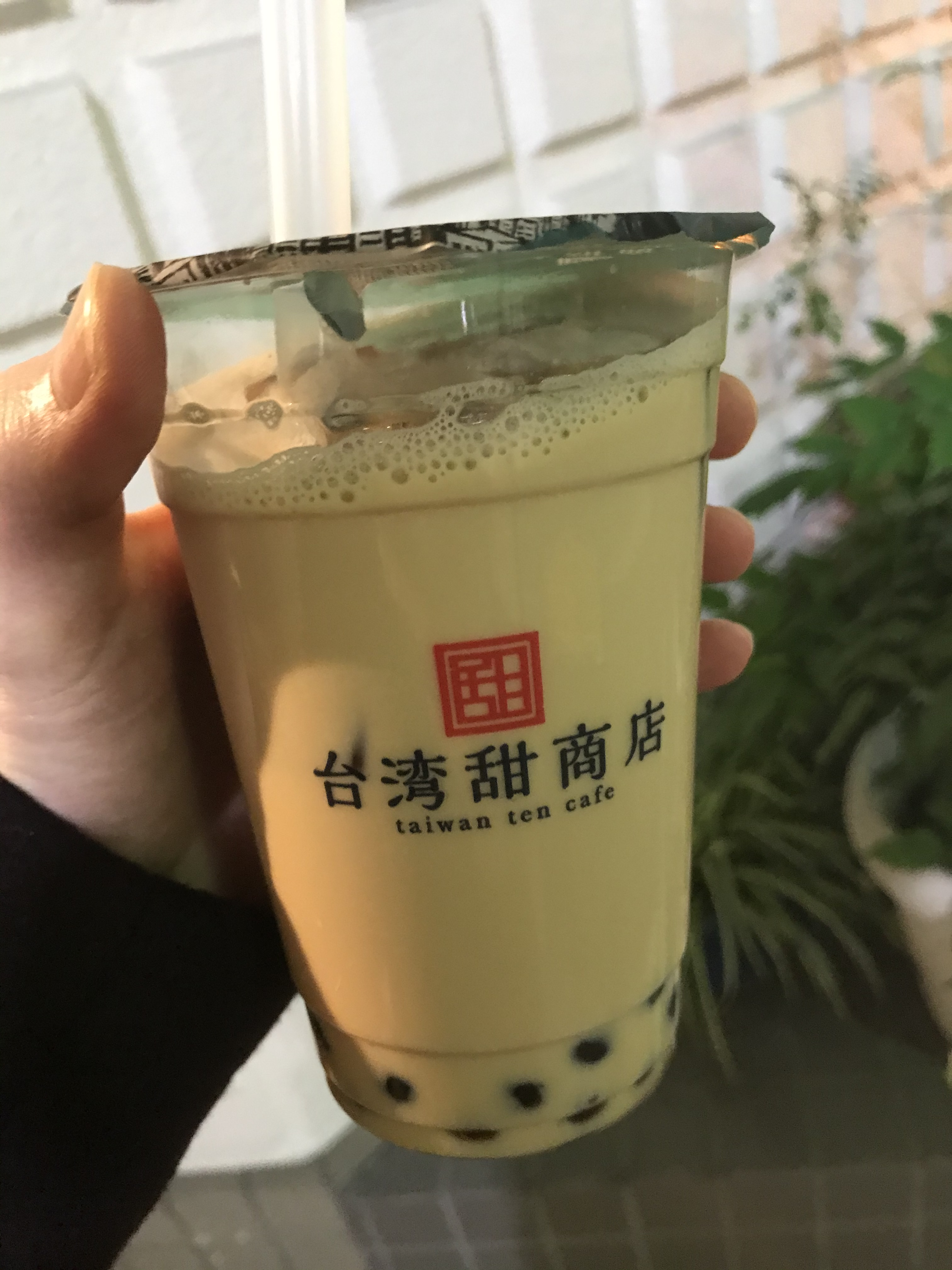
台湾甜商店のタピオカミルクティー（2019年、日本の第3次タピオカブームの時）

タピオカティー（繁: 珍珠奶茶、英: bubble tea）またはタピオカミルクティー（英: tapioca milk tea）は、ミルクティーに大粒のタピオカパール（スターチボール）を入れた台湾発祥の飲料。

## 名称

### 中国語
台湾を始め、中国・香港・シンガポール・マレーシアなどの中華圈では「珍珠奶茶」 (zhēnzhū nǎichá、ヂェンヂューナイチャ、意：澱粉粒入りミルクティー)または「波霸奶茶」 (bōbà nǎichá、ボーバーナイチャ)という。なお、波霸とは、「爆乳」を意味する広東語のスラングが1980年代から比喩に応用されているものである。
本場の台湾ではタピオカパールの直径が1cm程度と大きいものを「波霸奶茶」といい、5mmサイズほどを「珍珠奶茶」という。より小さいサイズの「小珍珠」も売られている。

### 日本語
日本では「タピオカティー」という呼称の他、「タピオカミルクティー」または「タピオカドリンク」とも呼ばれる。

### 英語
北米では「バブルティー」(bubble tea)、「ブラックパールアイスティー」（black pearl ice tea）などの呼称が使われている。

## 概要
台湾を始め、日本、東南アジア諸国、北米、ハワイ、ヨーロッパ、そしてアフリカまでも販売されている。
台湾では持ち帰りしてもこぼれないようフィルムで密閉して客に渡すスタイルが一般的で、中国でも台湾の方式が浸透している。台湾のチェーン店の多くは自店の機械でタピオカを作っている。専門店では甘さ、氷、ベースドリンク、タピオカなどのトッピングをカスタマイズする店などもある。
タピオカパールをストローで吸い込む感覚と、弾力のある食感は特徴的。台湾ではこれを「QQ」と表現している。主に冷たくして飲むが、ホットのものもある。ミルクティー以外にタピオカを入れる飲み物はタピオカドリンクと呼ぶ。

## 発祥
タピオカティーの発祥には二つの説がある。一つ目は1983年に台湾・台中市の喫茶店、春水堂のオーナーである劉漢介が「清涼飲料水に対抗できるような中国茶」として誕生させたという説。二つ目は翰林茶館のオーナー涂宗和が由来であるという説である。この二店はいずれも「タピオカティーの元祖」を名乗っており、のちに両者が10年間にわたり裁判で争う事態にまで発展した。

## 台湾
台湾でも当初はあまり評判は良くなかったが、次第にメニューとして取り入れる所が次々と現れ、登場からわずか10年程度で台湾の国民的な飲料の一つとなった。
例えば2004年台湾政府が立法院（＝国会）で総額6108億台湾ドルの武器購買の予算案を通過させようとする時、国防部（＝防衛省）の宣伝文句「全国民が毎週タピオカティーを1杯分ずつ節約すれば何とかなる」から、揶揄的に同案を「タピオカミルクティー武器販売」と呼ばれることもあるほど、台湾におけるタピオカティーは特別な地位となっている。また、アメリカをはじめとした海外でもアジア系住民の多い地域ではタピオカティーを提供する店が多い。

## 日本

### 第1次ブーム
1回目は1990年代の前半、ポスト・ティラミスにタピオカココナッツミルクが浮上したときであった。
日本では1990年代後半ごろから快可立 (Quickly) やEasyWayなど台湾チェーン店が進出してきた事によりタピオカティーの知名度が一気に高まった。

### 第2次ブーム
2回目のブームは、2000年代初頭に「タピオカミルクティー」が大ヒットしたときである。こってり濃厚で甘いミルクティーに、ブラックタピオカが沈んでいる。
また、中華街の店頭で製造販売しているほか、2000年ごろからコンビニエンスストアの棚にも並ぶようになった。丸大食品の子会社・安曇野食品工房が製造する珍珠奶茶（別名・Q-PON〈キューポン〉、現名称・タピオカミルクティー）は2002年11月発売で、タピオカパールが食べやすいように太いストローが付いている。学園祭で見ることもある。2008年にもブームとなった。2010年代の初めから世界のタピオカミルクティーの店が日本に進出していった。

### 第3次ブーム
第3次ブームではタピオカの品質を「売り」にする。2018年後半から2019年に渡って流行しており、これは第3次タピオカブームと言われている。データで見ると2019年1月から6月の間2018の同時期の4.3倍の輸入量、近畿地方に関しては21.4倍の輸入量にもなった。
ブームが起こる理由は「インスタ映えする事、台湾スイーツの人気、そして甘くないお茶と組み合わせた事」が一因とする分析もある。タピオカドリンクは専門店、台湾スイーツの店以外の外食にも広まり、ミスタードーナツ（ダスキン）や大手回転寿司といったフランチャイズチェーンにも登場した。第3次ブームでは紅茶以外に緑茶、烏龍茶、ほうじ茶等お茶のバリエーションの広がり、フルーツジュース・スムージとお茶以外のドリンクの使用などが起こった。タピオカブームは飲み物以外にも波及しタピオカミルクティー味のグミやチョコレート菓子などが販売された。
しかし、この第3次ブームも2019年10月より輸入量のデータで見てもブームの終焉が近づき、2020年に入ると急速にブームが途絶えた。特に、2020年春には新型コロナウイルス感染症の影響で、若者が集まる東京や大阪など都市部にも緊急事態宣言が発令され、人々の外出自粛により客足が激減し、ブームの発信地となった東京の原宿でも多数の店が閉店している。

## 作り方
一般的には砂糖を多めに入れたミルク入り紅茶に大粒のブラック・タピオカパールと氷を入れて混ぜ、タピオカパールの直径よりもわずかに太い大径のストローで飲む。店や地域によっては緑茶や烏龍茶でミルクティーを作ったり、熱帯の果物などを紅茶と一緒にミキサーにかけたり、暖かくして飲んだりと、さまざまなバリエーションがある。また、砕いたクッキーを浮かべその上にミントを乗せた盆栽タピオカミルクティーというものもある。
タピオカをお湯で茹でる（タピオカは水から茹でると溶けてしまうので注意する）。水を吸わせた場合は茹で時間が短くなる。茹で上がったら冷水で締めくっつかないようにシロップに漬ける。タピオカとドリンクを合わせて完成。

## 主なチェーン店
- 春水堂
- 貢茶
- ジ・アレイ（中国語版）
- チャタイム（中国語版）
- CoCo都可（中国語版）
- タイガーシュガー
- 珍煮丹（中国語版）
- ベビタピ
- 快可立

## その他
タピオカ粉だけでタピオカパールを作った場合無色なため黒タピオカはカラメル色素、炭末、黒糖を使って黒い色にしている。
キャッサバで作ったタピオカは水中に長時間入れるとふやける、また戻したタピオカを空気中に放置すると乾燥してしまうためコンビニなどで販売されるチルド飲料のタピオカドリンクではこんにゃく粉から作ったタピオカが使用される。
若者言葉で、タピオカドリンクを飲むことを「タピる」という。

### 発癌の恐れ
タピオカに発癌の物質が検出されたことは多い。2012年ドイツ連邦リスク評価研究所が調査した結果、全世界で販売されるタイ・中国・台湾産タピオカパールからポリ塩化ビフェニル（PCB）やアセトフェノンなど人体に有害な化学物質を検出された事件があった。調査はメンヒェングラートバッハで販売されるバブルティーを対象に行われ、有害成分が検出されたタピオカパールはすべてタイ・中国・台湾産であることが分かった。また、有害な工業用のでん粉が食用として使われる場合も多い。

### 事故
飲み物に比べて、タピオカはストローで強く吸引する必要があり、その際に喉の奥に到達し閉塞する、という指摘がある。
海外ではタピオカによる窒息による死亡事故なども発生している。
- 2019年8月、ベトナムで、タピオカミルクティーの大ファンである20歳の男性が、腸閉塞で死亡寸前となった。最初の病院では5日入院したが治らず、フート省総合病院に転院し精密検査を受け腸閉塞と診断され手術を受けた[31]。

- 2019年8月、辛酸なめ子が『タピオカミルクティーで死にかけた土曜日の午後 40代女子 叫んでもいいですか』を出版。

- 2019年、中国で、19歳の女子学生がタピオカドリンクを飲み、3個が気管に詰まり窒息死[32][33]。

- 2020年5月、18歳の少女が、毎日1600円程度のタピオカやコーラを飲んでいたところ、5日間の昏睡状態に陥った。体重が125kgあり、血糖値は正常値の25倍だったとされる。大人の1日の砂糖摂取量は25gまでが望ましいとされるが、タピオカミルクティー用の約500mlの黒糖入りミルクには約3.7倍の約92gの砂糖が入っているとされる[34]。

- 2022年、中国の四川省の路上で、10代の男子学生がタピオカドリンクを飲み、喉に詰まらせ窒息死[32]。

### 食品加工
デンプンには米ぬかを吸着する性質があるため、乾燥状態の硬さがちょうどいいことからも、無洗米を作るための方法の一つのNTWP（ネオ・テイスティ・ホワイト・プロセス）加工法に用いられる。

### 工業利用
酵素によるカチオン化処理を経て製紙用の乾燥紙力増強剤として利用される。使用する際には水を加えて加熱し、糊化した上でパルプの中に混ぜたり、紙の層の間にスプレーする。また、紙の表面に塗布して、吸水しにくくするための表面サイズ剤としても用いられる例がある。チューブのりの原料としても利用されている。